# Kościół św. Mikołaja w Baćkowicach
Kościół Świętego Mikołaja – rzymskokatolicki kościół parafialny należący do dekanatu świętokrzyskiego diecezji sandomierskiej.
Obecna świątynia została wzniesiona na miejscu zniszczonego drewnianego kościoła w latach 1866–1868, dzięki staraniom księdza Marcelego Krzemińskiego. Kościół wybudowano z kamienia,  natomiast jego gzymsy i kanty zostały zbudowane z cegły. W 1902 roku dzięki staraniom księdza Stanisława Chatłasa rozpoczęto gruntowną restaurację świątyni. Kościół został przedłużony do obecnych rozmiarów. W prezbiterium jest umieszczona płyta kamienna z 1614 roku.

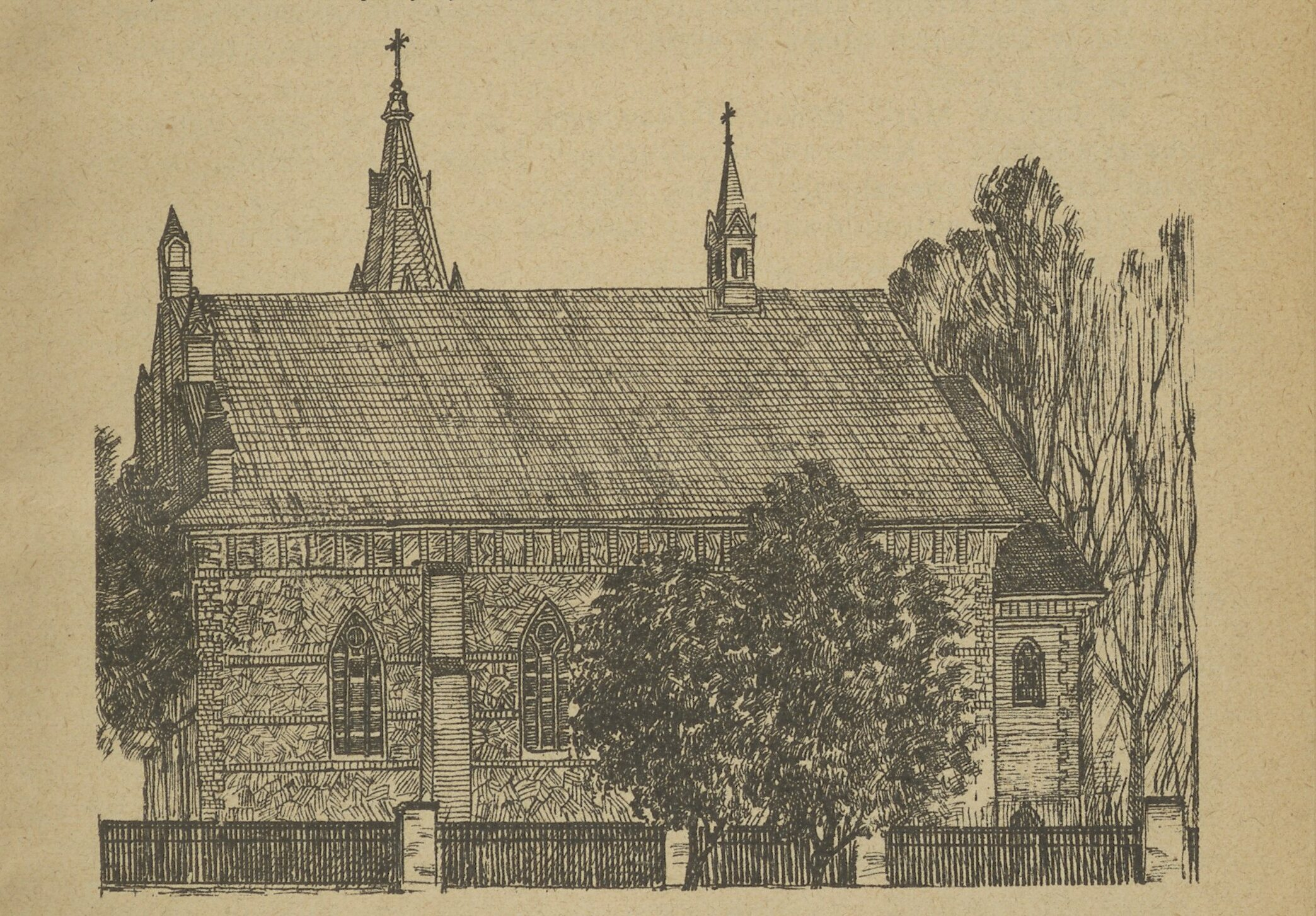
Kościół przed 1907